# Silicon Valley Red Devils
Die Silicon Valley Red Devils waren ein US-amerikanisches Frauenfußball-Franchise mit Sitz in der Bay Area in Kalifornien.

## Geschichte
Das in der Bay Area beheimatete Franchise stieg zur Saison 1996 in den Spielbetrieb der USL W-League ein. Hier schloss das Team mit 19 Punkten auf dem dritten Platz ab. Danach spielte die Mannschaft aber nur noch eine weitere Saison in der Liga und wechselte dann zur Saison 1998 in die neue WPSL. Hier platzierte sich das Team am Ende mit 38 Punkten auf dem ersten Platz, womit man die Liga gewann, weil es keine Playoffs gab. Danach sackte man aber immer weiter ab und am Ende stand die Saison 2000, wo man mit nur 12 Punkten den vorletzten Platz einfuhr. Nach dem Ende dieser Spielzeit löste sich das Franchise dann auch auf.